# Paramount Plaza
Paramount Plaza – wieżowiec położony w Midtown Manhattan w Nowym Jorku w Stanach Zjednoczonych. Jego wysokość wynosi 204 m, a budynek składa się z 49 pięter. Zaprojektowany został przez firmę Emery Roth & Sons. Jego budowa rozpoczęła się we wrześniu 1968, a zakończyła się w sierpniu 1971. Reprezentuje on międzynarodowy styl w architekturze. Jego powierzchnia użytkowa wynosi 208 200 m², i jest wykorzystywana w jako biura. Tuż po wybudowaniu nazywał się Uris Building, jednakże w 1980 jego nazwę zmieniono ze względu na właściciela budynku – Paramonut Group. Stanął na miejscu stojącego tu wcześniej Capitol Cinema Theater, wybudowanego w 1919. Obecnie jest to siedziba firmy Deloitte Touche Tohmatsu. Jest 94. najwyższym budynkiem w Nowym Jorku.